# گوهرمرغ زیردم‌کهری
گوهرمرغ زیردم‌کهری (نام علمی: Doliornis sclateri) نام یک گونه از تیره گوهرمرغان است.